# Cosimawellenbad

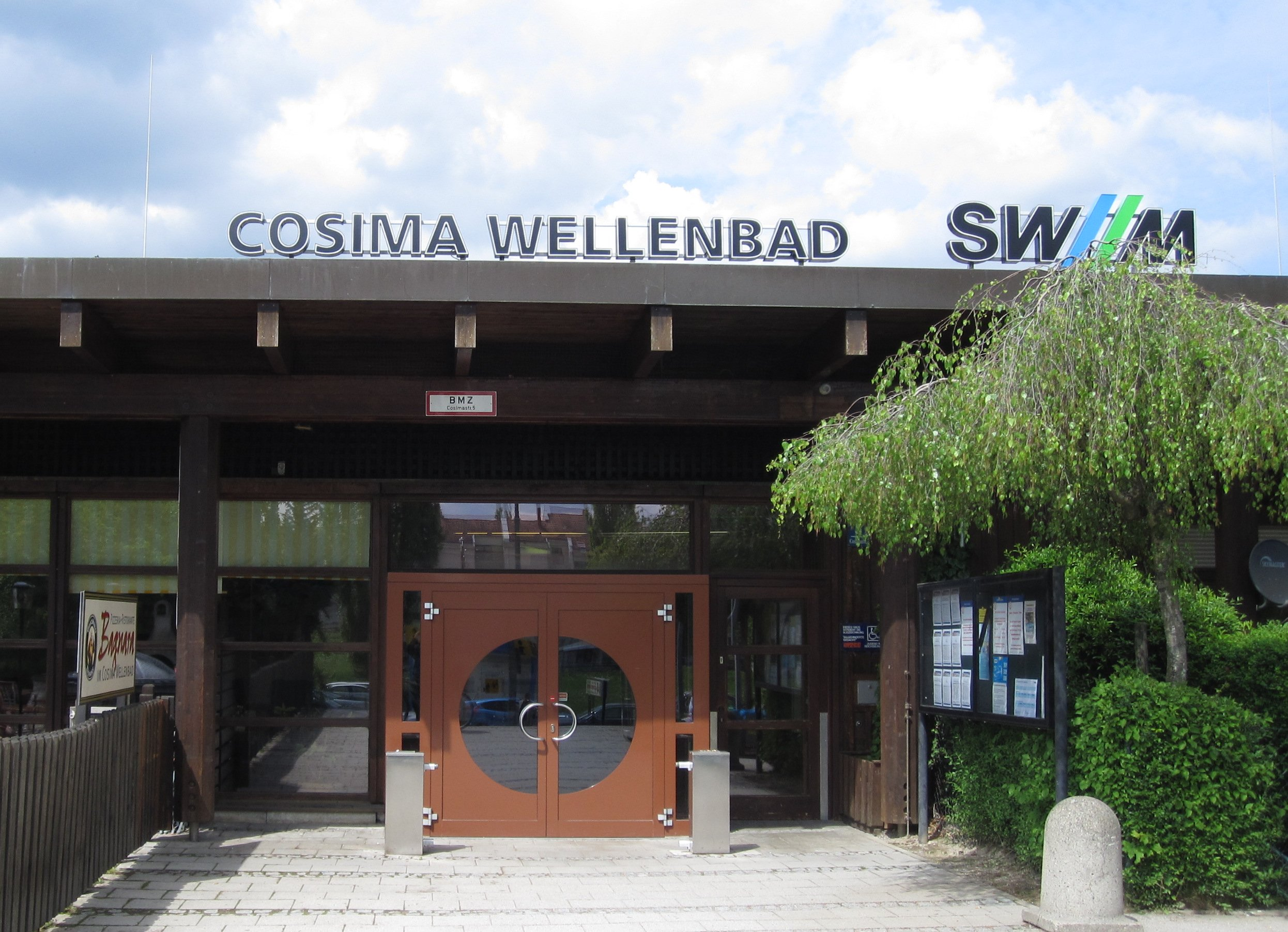
Cosimawellenbad

Das Cosimawellenbad ist ein Hallen- und Wellenbad im Münchner Stadtteil Bogenhausen. Das Bad liegt an der Ecke Englschalkinger Straße und Cosimastraße; von letzterer leitet es seinen Namen ab. Es ist das einzige Wellenbad in München und wird von den Stadtwerken München betrieben. Außerhalb der Wellenzeiten kann das Becken per Hubwand in ein 25-Meter-Schwimmerbecken und einen kleineren Bereich für Aqua-Angebote geteilt werden. Der Kinder-Planschbereich umfasst 120 Quadratmeter und ist damit der größte aller Münchner Bäder. 1980 wurde das von Peter Seifert entworfene Schwimmbad eröffnet. Die Baukosten betrugen knapp 16 Millionen DM, benannt wurde es nach dem nahegelegenen Cosimapark.
Das Cosimawellenbad war wegen umfangreicher Sanierungsarbeiten vom 1. August 2014 bis zum 28. Juli 2017 geschlossen.

## Einrichtungen
- 33-m-Schwimmbecken (ca. 27 °C) mit stündlichem Wellenbetrieb für 15 Minuten
- Außenwarmbecken (ca. 34 °C)
- Liegewiese mit FKK-Bereich
- Sauna und Solarien

## Auszeichnungen
Anfang der 1980er Jahre wurde das Cosimawellenbad vom Verein Jugend im Reichsbund (heute: Sozialverband Deutschland) mit der Plakette An Behinderte gedacht als behindertenfreundlich ausgezeichnet.